# Вупертал
Вупертал (њем. Wuppertal) град је у југозападној Немачкој, њемачкој савезној држави Северна Рајна-Вестфалија. Посједује регионалну шифру (AGS) 5124000, NUTS (DEA1A) и LOCODE (DE WUP) код. То је привредни, индустријски, културни и универзитетски центар своје регије. Град лежи на реци Вупер.
Налази се јужно од Рурске области, у географском средишту Региона Рајна-Рур, око 30 километара источно од Диселдорфа, 40 километара североисточно од Келна, и 23 километара југоисточно од Есена.
Град има 358.000 становника, по чему је седамнаести највећи немачки град, а седми по величини у Северна Рајна-Вестфалији.

## Географија
Град се налази на надморској висини од 101 - 350 метара. Површина општине износи 168,4 km².

## Становништво
У самом граду је, према процјени из 2010. године, живјело 351.050 становника. Просјечна густина становништва износи 2.085 становника/km².

## Знаменитости
У Вуперталу се налази преко 4.500 објеката под заштитом државе. Већина је из периода класицизма, арт нувоа и баухауса. 
Родна кућа Фридриха Енгелса је данас један од градских музеја. 
Плесни театар у Вуперталу, под руководством Пине Бауш, истакнута је институција културе, која је наступала широм света.
Од 1901, у граду постоји висећа железничка линија (Wuppertaler Schwebebahn). Она је постављена 8 метара изнад градских улица и 12 метара изнад реке Вупер.